# イグナシオ・シウヴァ
イグナシオ・シウヴァ（Ignacio Silva、1989年2月16日 - ）は、スーペル・ラグビー・アメリカス、セルクナムに所属するラグビーユニオン選手。

## プロフィール
- チリ、サンティアゴ出身[1]。
- ポジションはフランカー(FL)。
- 身長 185cm、体重 98kg
- U20チリ代表に選ばれたことがある[2]。
- 7人制チリ代表に選ばれたことがある。
- チリ代表キャップは38（2025年2月現在）でラグビーワールドカップ2023のチリ代表に選ばれた[3]。

## 略歴
2019年、セルクナムに加入。